# Heinrich I. von Droste zu Hülshoff
Heinrich I. von Droste zu Hülshoff (* 1500; † 1570) war ein Ratsherr der Stadt Münster und Gutsbesitzer von Burg Hülshoff. Bekannt ist vor allem seine Darstellung als Ritter, der 1535 an der Rückeroberung von Münster von den Täufern beteiligt war, als Reiterrelief an Burg Hülshoff.

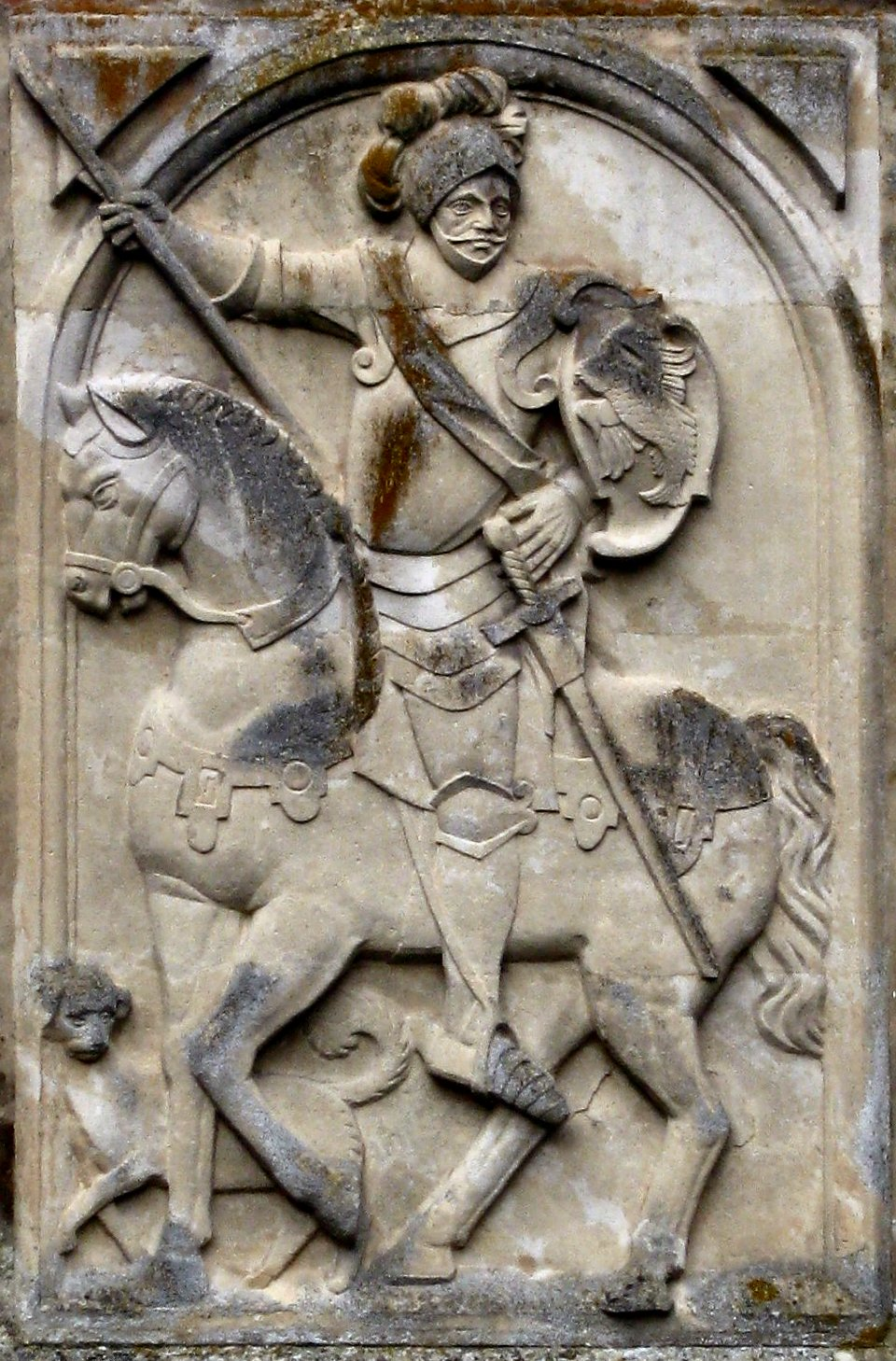
Heinrich I. von Droste zu Hülshoff (1500–1570), Reiterrelief Burg Hülshoff

## Leben

### Herkunft und Familie
Heinrich I. stammte aus der 12. bekannten Generation der Droste zu Hülshoff und war das erste Familienmitglied, das seinen Dauerwohnsitz 1530 vom Stadthof der Familie in Münster auf die schon 1417 erworbene Burg Hülshoff verlegt hat. Dennoch wurden er und seine Frau noch in der alten Familiengruft in der Überwasserkirche bestattet. Er hatte einen Bruder Johann († 1547), der Scholaster in den beiden Münsteraner Kanonikerstiften St. Martini und St. Mauritz sowie ein Studienfreund des Reformationspredigers Bernd Rothmann war. Eine Schwester Adelheid war Cellerarin im Kloster St. Aegidii (Münster).
1535 heiratete Heinrich I. Anna von Steveninck zu Möllenbeck, die als „höchst liebenswerte Dame“ bezeichnet wurde und ein nicht unbedeutendes Vermögen in die Ehe brachte. Mit ihr bekam er zehn Kinder, darunter seinen Nachfolger und langjährigen ersten Bürgermeister der Stadt Münster, Bernhard II. von Droste zu Hülshoff.

### Kriegsdienst für den Bischof von Münster

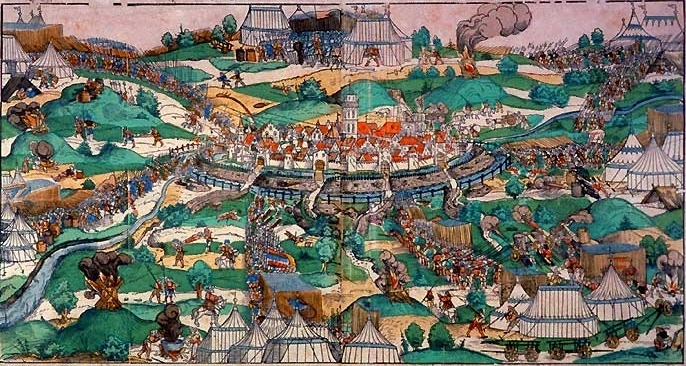
Rückeroberung von Münster aus der Täuferherrschaft

Mit seinem Vater, dem ehemaligen Bürgermeister Johann VII. Droste zu Hülshoff und seinen Vettern Everwin III. Droste zu Handorf  und Alhard III. Droste zu Uhlenbrock (beide waren Söhne des ehemaligen Bürgermeisters Everwin II. von Droste zu Handorf) zusammen musste Heinrich I. als Vasall des Fürstbischofs Franz von Waldeck mit einem Reisigen und fünf Pferden an der Belagerung und Befreiung der Stadt Münster von der Täuferherrschaft teilnehmen.
Als er sein durch die Täufer geplündertes Elternhaus, den Erbmannshof am Krummen Timpen, wiedersah, sollen ihm die Tränen gekommen sein. Eine Entschädigung für diese und andere Verluste der Familie gab es nicht; auch statt des ihm zustehenden Soldes erhielt er nur konfisziertes Täufergut im Wert von 30 Gulden (dazu kann ein Gemälde eines Täuferführers gehört haben, das noch in Burg Hülshoff gezeigt wird). Den Rest der Kriegskosten musste er selbst aufbringen, obwohl ein Teil seiner Höfe wegen der Kriegsereignisse wüst und unbesetzt war und das Stammgut Deckenbrock seine Steuerfreiheit eingebüßt hatte. 1538 und 1540 musste er nochmals mit seinem Bischof in den Krieg ziehen gegen den Grafen von Oldenburg.

### Stadtrat in Münster
1536 war Heinrich I. unter den Stadträten von Münster, die – nach dem Verbot der Stadtratswahlen – durch den Bischof eingesetzt wurden. So musste er vermutlich an der Hinrichtung der Täuferführer vor der Kirche St. Lamberti (Münster) und den anschließenden Maßnahmen in der verwüsteten Stadt teilnehmen. Bei der ersten freien Wahl des Stadtrats 1554 wurde er zwar gewählt, nahm die Wahl aber nicht an. Daraufhin verklagte ihn die Stadt beim Fürstbischof erfolglos. Er konnte sich auf dessen Verordnung berufen, dass Erbmänner, die nicht in der Stadt wohnten, nicht zur Annahme gezwungen werden konnten. Heinrich I. war ein Mann, der allgemeine Achtung genoss, von Bischof Franz von Waldeck oft zu Rat gezogen und in mehreren Missionen eingesetzt wurde. Er hatte auch gute Beziehungen im Adel, insbesondere zu den Grafenhäusern Münster (westfälisches Adelsgeschlecht) und Bentheim-Steinfurt, mit denen seine Familie seit dem Mittelalter verwandt war.

### Gutsbesitzer und Bauherr auf Hülshoff

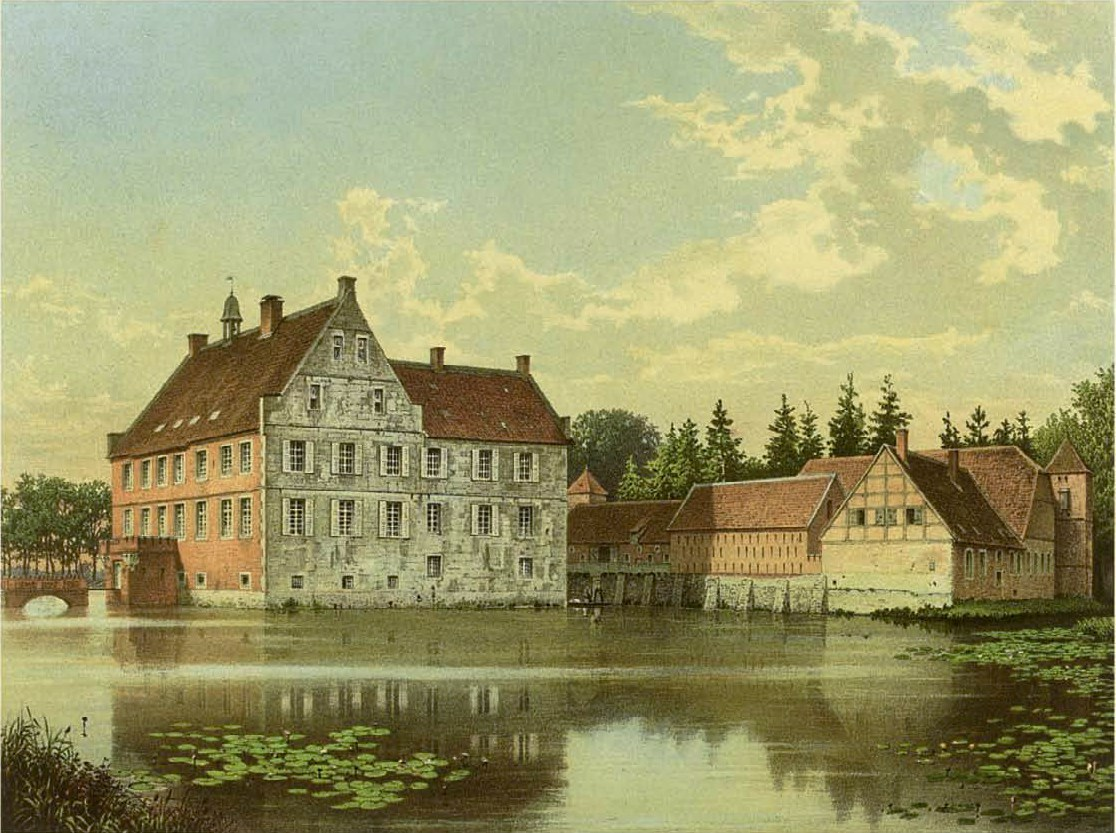
Darstellung von Alexander Duncker

Trotz seiner Verpflichtungen in Münster konnte Heinrich I. viel in seine Güter investieren. Vor allem tauschte er von der entfernt verwandten Erbmännerfamilie von Cleyhorst den Hof Schonebeck in Roxel, wodurch Gut Hülshoff seine wirtschaftliche Bedeutung erhielt. Auch kaufte bzw. tauschte er zur Arrondierung Grundbesitz in Münster-Überwasser, Greven, Nordwalde, Altenberge, Nienberge und Havixbeck. 1545 hatte er auch Wilkinghege gekauft, aber sogleich wieder eingetauscht. Zudem war er Erbe der alten Familienbesitzungen bei Everswinkel. Zwischen 1546 und 1549 erweiterte er für 14.000 bis 15.000 Taler Burg Hülshoff und befestigte die Burg. Er errichtete Umfassungsmauern, einen dreistöckigen Wachtturm und einen Renaissance-Erker, welche im 18. Jahrhundert abgebrochen wurden.